# Budy Prywatne
Budy Prywatne – wieś w Polsce położona w województwie mazowieckim, w powiecie makowskim, w gminie Krasnosielc.
W latach 1975–1998 miejscowość administracyjnie należała do województwa ostrołęckiego.
Wierni kościoła rzymskokatolickiego należą do parafii św. Izydora w Drążdżewie.

## Ludzie związani z Budami Prywatnymi
- Stanisław Dąbrowski (ur. 1922, zm. 1994) – rolnik, poeta, sołtys (5 kadencji)